# Мохамед Икбал
Мохамед Икбал (урду: محمد اقبال) е ислямски поет, юрист и политик, считан за духовен баща на пакистанската нация, народен поет и национален герой на Пакистан, наричан Алама Икбал (علامہ اقبال‎, т.е. Учителя Икбал). Неговата поезия на урду и персийски език се счита за една от най-добрите в съвременната ера.

## Биография и дейност
Мохамед Икбал е роден на 9 ноември 1877 г. в град Сиалкот, Британска Индия, дн. Пакистан. Семейството му изповядва индуизъм, но Икбал започва да се интересува от исляма и в младежката си възраст става поклонник на тази религия.
През 1892 г. Икбал завършва колежа на шотландската мисия в Сиалкот. На 15-годишна възраст Икбал е сгоден, скоро след това оженен и на 17-годишна възраст той става за първи път баща.
М. Икбал продължава образованието си в колежа в Лахор, където завършва бакалавърска степен по философия, английска литература и арабски език. В колежа Икбал попада под влиянието на философа – англичанина сър Томас Арнълд. През 1903 г. Икбал публикува първата си книга на урду Основи на икономиката, а 2 години по-късно – първото си патриотично стихотворение Песен за Индия.
Поощряван от сър Томас М. Икбал заминава за няколко години в Европа и следва право в Англия и Германия.
След завръщането си в Британска Индия през 1908 г. Икбал започва работа като асистент в колежа на Лахаур и по финансови причини има допълваща юридическа практика. През 1916 г. Икбал се развежда, но до края на живота си поддържа финансово бившата си съпруга.
Постепенно се насочва към писането на поезия и на трудове в областта на историята, политиката, философията, икономиката.
Основна негова визия е създаването на отделна и независима ислямска държава на територията на Британска Индия, населена с мюсюлмани. Образован в Европа и познаващ европейската идея за нацията, Икбал много добре осъзнава трудността да бъде обяснено понятието „нация“ в ислямската общност. Още пророкът Мохамед осъжда това, определяйки, че Аллах е над всичко и мюсюлманството е една общност, изградена на вярата, а не на племенна принадлежност. Ето защо Икбал развива идеите си за самостоятелна ислямска държава, пречупени през призмата на исляма и на специфичната традиция на мюсюлманите. Още през 1909 г. Икбал пише, че „за да сме верни на себе си и да съхраним нашите обществени и исторически традиции ние (бел.: мюсюлманите в тогавашна колониална Индия) трябва да имаме отделни училища, колежи, университети“. Поетът казва още в своето произведение „Реконструкция на религиозната мисъл в исляма“ следното: „Да съществуваш в чиста протяжност означава да бъдеш личност, а да бъдеш личност означава да можеш да кажеш: „Аз съм“.“
В средата на 1920-те години Икбал се включва в политическа дейност. През 1926 г. е избран в Законодателния съвет на Пенджаб. През 1931 г. участва в „кръглата маса“ в Лондон. Въпреки това М. Икбал не достига до върхови политически постове, най-вече поради чувствителната си природа и отдадеността си на мислителска и поетична дейност.
Погрешно е да се смята, че поезията на Икбал е изцяло ислямска. Той е автор на едни от най-красивите стихове за природата, което го прави любим поет и сред немюсюлманското население на Индия.
Мохамед Икбал умира в Лахор на 21 април 1938 г.